# (2537) Gilmore
(2537) Gilmore – planetoida z pasa głównego asteroid okrążająca Słońce w ciągu 4 lat i 124 dni w średniej odległości 2,66 j.a. Została odkryta 4 września 1951 roku w Landessternwarte Heidelberg-Königstuhl w Heidelbergu przez Karla Reinmutha. Nazwa planetoidy pochodzi od Alana Gilmora oraz Pameli Gilmore, nowozelandzkich astronomów. Przed nadaniem nazwy planetoida nosiła oznaczenie tymczasowe (2537) 1951 RL.